# Casahue
Casahue es un pequeño poblado de Chile, ubicado en la Región de la Araucanía, Chile. Posee una población aproximada de 200 habitantes. Su principal actividad económica es la agricultura y la ganadería. 
En el mes de febrero de cada año se realiza una feria con costumbres típicas del campo y en especial de esta localidad. Esta actividad es apoyada por el Municipio de la ciudad de Loncoche, de la cual depende este pequeño pueblo.
- Datos: Q5755697